# Michał Żebracki
Michał Żebracki – poseł do Sejmu Krajowego Galicji I kadencji (1861–1863), włościanin z Glinnika Niemieckiego w powiecie Frysztak.
Wybrany do Sejmu Krajowego w IV kurii obwodu Rzeszów, z okręgu wyborczego nr 54 Jasło-Brzostek-Frysztak. Jego wybór unieważniono na sesji w 1863, na jego miejsce wybrano Jana Kobaka, którego wybór również zakwestionowano, jednak w końcu zdobył mandat posła.